# Tat'jana Petrušina
Tat'jana Sergeevna Petrušina (in russo Татьяна Сергеевна Петрушина?; Snežinsk, 21 gennaio 1990) è una cestista russa.

## Carriera
Con la Russia 3x3 ha disputato i Giochi europei del 2015.